# Бомбардировка на Кабра
Бомбардировката на Кабра е въздушна атака срещу град Кабра, Андалусия по време на Гражданската война в Испания. Извършена е от републиканската фракция, като загиват 109 цивилни.

## Предистория
През 1938 г. испанските републикански военновъздушни сили извършват въздушни бомбардировки срещу градове, контролирани от националистите (сред които Севиля и Валядолид) като отмъщение за бомбардировките над своите градове, като Барселона, Аликанте и Гранолерс.

## Атаката
На 7 ноември 1938 г. три бомбардировача Туполев СБ от испанските републикански военновъздушни сили бомбардират град Кабра, провинция Кордоба. Една от 200-килограмовите бомби пада върху пазара на града, убивайки десетки цивилни. Самолетът хвърля шест тона бомби. Повечето от тях избухват на пазара и в работническите квартали. Между 101 и 109 цивилни загиват, а 200 са ранени. Националистическата противовъздушна артилерия е изненадана и реагира твърде късно. Въздушният удар е извършен с погрешното убеждение, че там са разположени италиански механизирани войски. Веднъж над целта, пилотите погрешно считат тентите на пазара за военни палатки.
Бомбардировката на Кабра е най-смъртоносната бомбардировка, извършена от републиканската авиация по време на войната.